# 獵戶座VV
獵戶座VV，又名BD-01 943，HD 36695、SAO 132255、HR 1868，是獵戶座的一颗恒星，视星等为5.34，位于銀經204.84，銀緯-17.81，其B1900.0坐标为赤經5h 28m 26.8s，赤緯-1° -17.81′ 35″。